# 1900年夏季奥林匹克运动会马术比赛
在1900年夏季奥林匹克运动会馬術比賽共進行五個比賽項目，包括三個跳躍項目和兩個障礙項目。比賽於5月29日至6月2日在巴黎第七區的布勒特伊廣場舉行。馬術比賽由法國馬術協會Société Hippique Française主辦，名為 Concours Hippique International，來自八個國家的選手比賽。
過往僅有三項跳躍項目被國際奧林匹克委員會視為「正式奧運會」比賽項目，根據國際奧林匹克委員會網站的資訊，目前已經確認總共95個獎牌項目，顯然接受奧運歷史學家比爾·馬隆（Bill Mallon）的建議，將這些項目視為「奧運會」的一部分。由於資料不全不確定有多少選手參加馬術比賽，但有可能在37至64人之間，可以確定有五個國家參加跳躍項目，另外還有三個國家（德國、西班牙和奧地利）參加障礙項目。另外有兩位女性選手，她們都參加騎術和獵場障礙混合項目：義大利的埃爾維拉·格拉（Elvira Guerra）和法國的珍·穆蓮（Jane Moulin）。

## 奖牌得主
| 届数               | 金牌                                                                | 银牌                                  | 铜牌                                  |
| 障碍               | Aimé Haegeman · 比利时（BEL）                                       | Georges Van Der Poele · 比利时（BEL） | Louis de Champsavin · 法国（FRA）     |
| 跳高               | Dominique Gardères · 法国（FRA） 吉安·乔治·特里西诺 · 意大利（ITA） | 沒有頒發                              | Georges Van Der Poele · 比利时（BEL） |
| 跳遠               | Constant van Langhendonck · 比利时（BEL）                           | 吉安·乔治·特里西诺 · 意大利（ITA）    | Jacques de Prunelé · 法国（FRA）      |
| 騎術和獵場障礙混合 | Napoléon Murat · 法国（FRA）                                        | Victor Archenoul · 法国（FRA）        | 罗贝尔·德孟德斯鸠 · 法国（FRA）       |
| 郵馬車             | Georges Nagelmackers · 比利时（BEL）                                | Léon Thome · 法国（FRA）              | 让·德纳夫利兹 · 法国（FRA）           |

| 排名                     | 国家 / 地区              | 金牌 | 銀牌 | 銅牌 | 总计 |
| ------------------------ | ------------------------ | ---- | ---- | ---- | ---- |
| 1                        | 比利时（BEL）            | 3    | 1    | 1    | 5    |
| 2                        | 法国（FRA）              | 2    | 2    | 4    | 8    |
| 3                        | 意大利（ITA）            | 1    | 1    | 0    | 2    |
| 总计（共3个国家 / 地区） | 总计（共3个国家 / 地区） | 6    | 4    | 5    | 15   |